# Kiritika bokorposzáta
A Kiritika bokorposzáta (Thamnornis xanthophrys) a madarak osztályának verébalakúak (Passeriformes) rendjébe és a madagaszkári poszátafélék (Bernieridae) családja tartozó Thamnornis nem egyetlen faja.
Magyar neve forrással nincs megerősítve.

## Rendszerezése
A fajt Alfred Grandidier francia ornitológus írta le 1867-ben, az Ellisia nembe Ellisia chloropetoides néven.

## Előfordulása
Madagaszkár délnyugati részén honos. Természetes élőhelyei a szubtrópusi és trópusi száraz erdők és cserjések. Állandó, nem vonuló faj.

## Természetvédelmi helyzete
Az elterjedési területe korlátozott, egyedszáma pedig csökken, de még nem éri el a kritikus szintet. A Természetvédelmi Világszövetség Vörös listáján nem fenyegetett fajként szerepel.